# クラウドPBX Flat-Phone
クラウドPBX Flat-PhoneはFlatAPI合同会社が運営するクラウドPBXサービスである。

## 概要
スマートフォンを用いた内線通話、通話録音、IVRなどのPBX機能や、ユニファイドコミュニケーション機能やSalesforce CTI連携やZendesk CTI連携などの各社CTI・CRMに対応、2014年にサービス開始。

## 沿革
- 2014年
  - 6月 無料ベータ版リリース[1]。
  - 9月 3CX Japanと業務提携[2]。
  - 9月 正式版としてサービス開始[3]。
- 2015年
  - 2月 対応IP電話機メーカーにシスコシステムズを追加[4]。
  - 5月 Salesforceでのクリックコール対応[5]。
- 2016年
  - 1月 ラインキーに対応[6]。
- 2017年
  - 1月 Asteriskや他社PBXとの連携に対応[7]。
  - 10月 ZendesとのAPIによるCTI連携に対応[8]。
  - 11月 EC-CUBEとCTI連携に対応[9]。